# Экзотический адрон

Одна из моделей пентакварка q обозначает кварк, тогда как '̅'̅q̅'̅'̅ обозначает антикварк. Волнистые линии представляют собой глюоны, которые обеспечивают сильное взаимодействие между кварками. Цвета соответствуют различным цветовым зарядам кварков. Цвета красный, зелёный и синий должны присутствовать каждый. Оставшиеся кварк и антикварк должны иметь одинаковый цвет и антицвет, здесь выбран синий и анти-синий (показаны жёлтым цветом).

Экзотические адроны — субатомные частицы, состоящие из кварков и глюонов, которые, в отличие от «хорошо известных» адронов, таких как протоны, нейтроны и мезоны, состоят из более чем трёх валентных кварков. «Обычные» адроны содержат всего два или три кварка. Адроны с необычным содержанием валентных глюонов также считались бы экзотическими. Теоретически не существует ограничения на количество кварков в адроне, если цветовой заряд адрона белый или нейтральный по цвету.
В соответствии с обычными адронами экзотические адроны классифицируются как фермионы, такие как обычные барионы, или бозоны, как обычные мезоны. Согласно этой схеме классификации, пентакварки, содержащие пять валентных кварков, являются экзотическими барионами, тогда как тетракварки (четыре валентных кварка) и гексакварки (шесть кварков, состоящие либо из дибариона, либо из трёх пар кварк-антикварк) считаются экзотическими мезонами. Считается, что тетракварки и пентакварки были обнаружены и изучаются; Существование гексакварков ещё не подтверждено.
Экзотические адроны можно искать, ища полюса S-матрицы с квантовыми числами, запрещёнными для обычных адронов. Экспериментальные сигнатуры для таких экзотических адронов были замечены по крайней мере в 2003 году но остаются предметом споров в физике частиц.
Джаффе и Лоу предположили, что экзотические адроны проявляют себя как полюсы P-матрицы, а не S-матрицы. Экспериментальные полюса P-матрицы надёжно определены как в мезон-мезонных, так и в нуклон-нуклонных каналах.

## История
Когда в 1960-х годах Мюрреем Гелл-Манном и его сотрудниками была впервые предложена кварковая модель, она должна была систематизировать все известные существующие частицы. В течение следующего десятилетия, по мере развития квантовой хромодинамики (КХД) стало очевидно, что не было никаких причин, по которым могли существовать только комбинации из трёх кварков или кварков-антикварков. В самом деле, оригинальная работа Гелл-Манна 1964 года ссылается на возможность экзотических адронов и разделяет адроны на барионы и мезоны в зависимости от того, имеют ли они нечётное (барионное) или чётное (мезонное) число валентных кварков. Кроме того, казалось, что глюоны, частицы-посредники сильного взаимодействия, могут также образовывать связанные состояния сами по себе (глюболы) и с кварками (гибридные адроны). Несколько десятилетий прошло без убедительных доказательств существования экзотических адронов, которые могли быть связаны с полюсом S-матрицы.
В апреле 2014 года коллаборация LHCb подтвердила существование Z(4430)-, открытого Belle, и продемонстрировала, что он должен иметь минимальное содержание кварков ccdu.
В июле 2015 года LHCb объявил об открытии двух частиц, названных P+
c(4380) и P+
c(4450), которые должны иметь минимальное содержание кварка сcuud, что делает их пентакварками.

## Кандидаты
Есть несколько кандидатов в экзотические адроны:
- X(3872) — обнаружен детектором Belle в KEK в Японии, эта частица была интерпретирована как дикварк или мезонная молекула.
- Y(3940) — эта частица не вписывается в спектр чармония, предсказанный теоретиками .
- Y(4140) — Открыт CDF Fermilab в марте 2009 года  .
- Y(4260) — Обнаружен детектором BaBar в SLAC в Менло-Парке, штат Калифорния, эта частица предположительно состоит из глюона, связанного с кварком и антикварком.
- Zc(3900) — открыт Belle и BES III
- Z(4430) — Открыт Belle, а затем подтверждён LHCb со значением 13,9σ
- X(4274) — наблюдался LHCb в ЦЕРНе arXiv: 1606.03179
- X(4500) — наблюдался LHCb в ЦЕРНе arXiv: 1606.03179
- X(4700) — наблюдался LHCb в ЦЕРНе arXiv: 1606.03179